# Малые Жаугашты
Малые Жаугашты (каз. Кіші Жауғашты) — озеро в Денисовском районе Костанайской области Казахстана. Находится в 9 км к юго-юго-западу от посёлка Красноармейское.
По данным топографической съёмки 1958 года, площадь поверхности озера составляет 1,11 км². Наибольшая длина озера — 1,5 км, наибольшая ширина — 1,1 км. Длина береговой линии составляет 4,6 км, развитие береговой линии — 1,22. Озеро расположено на высоте 253,6 м над уровнем моря.